# Boxholm
Boxholm är en tätort och centralort i Boxholms kommun, Östergötlands län. Boxholm ligger en knapp mil söder om Mjölby, längs med väg 32. Den närmaste tätorten söderut är Tranås. Boxholm är en gammal bruksort belägen vid Svartån och Södra stambanan.

## Namn och uttal
Boxholm är uppkallat efter Boxholms säteri, grundat 1594 av Arvid Gustafsson Stenbock. Namnet kommer således av -bock i Stenbock och efterleden -holm efter mönster av andra säterinamn på -holm. Boxholm växte fram ur den äldre bebyggelsen Flemminge och namnet Boxholm etablerades under 1600-talet.
Namnet Boxholm har varierande uttal och kan uttalas /²bʊksˌhɔlm/ med o-ljud som i ’ost’, eller /²bɔksˌhɔlm/ med å-ljud som i ’bock’. Traditionellt har ortnamnet även haft betoning på sista stavelsen, det vill säga /bʊksˈhɔlm/ eller /bɔksˈhɔlm/ (på lokal dialekt uttalat [-hɞɽm] -hôLm).

## Historik
Se även huvudartikel Boxholms AB
Boxholms bruk grundades 1754, och ombildades till aktiebolag 1872. Sedan början av 1980-talet är brukets verksamhet (bl.a. stålverk, sågverk, mejeri och jordbruk) uppdelad mellan flera olika företag. I Boxholm finns ett bruksmuseum.
Med ankomsten av Södra stambanan började orten att växa. Ett municipalsamhälle inrättades  med en areal av  1,19 kvadratkilometer, 1911 fanns 732 invånare medan hela Ekeby socken hade 3.705 invånare. Köpingen hade 1920 2.379 invånare, 1946 2.682 invånare. Då Boxholm blev köping kom den att omfatta hela Ekeby socken.

### Administrativa tillhörigheter
Boxholm var och är en ort i Ekeby socken med en del i Åsbo socken. Efter kommunreformen 1862 kom orten att ligga i Ekeby landskommun och Åsbo landskommuner och i dessa inrättades 5 augusti 1904 municipalsamhället Boxholm. 1947 ombildades Ekeby landskommun, med municipalsamhället, till Boxholms köping, där Boxholms bebyggelse ytmässigt bara omfattade en mindre del av köpingskommunen. 1971 uppgick köpingen i Boxholms kommun där Boxholms sedan dess är centralort.
Boxholm tillhörde Ekeby församling som 2010 uppgick i Boxholms församling.
Orten ingick till 1918 i Göstrings tingslag, därefter till 1924 i Lysings och Göstrings tingslag och sedan till 1971 i Mjölby tingslag, från 1939 benämnd Folkungabygdens tingslag. Från 1971 till 2002 ingick orten i  Mjölby domsaga för att från 2002 ingå i Linköpings domsaga.

### Osttillverkning
Mejeriet i Boxholm började tillverka ost 1890 och den mest kända produkten är en gräddost som har tillverkats sedan 1952. Efter att Arla hade köpt upp verksamheten flyttades tillverkningen till Östersund, men varumärket Boxholm används fortfarande. Ett nytt företag med namnet Glada bonden mejeri har tagit upp osttillverkningen igen i Boxholm och använde under en tid varumärket ”Äkta Boxholmsost”. Detta anses dock inkräkta på det ursprungliga varumärket och får därför tillsvidare inte användas (2021).  Varumärket för ost tillverkad i Boxholm är nu "Glada bondens Mejeri". Företaget har ca 10 anställda och tillverkningen sker i centrala Boxholm,  med en fabriksaffär i huset. 

### Affärer
Boxholm har tidigare haft ett stort antal affärer i centrum. Dessa har varit koncentrerade till Storgatan, Parkgatan, Nygatan, Bryggargatan och Järnvägsgatan. 

### Befolkningsutveckling
| Befolkningsutvecklingen i Boxholm 1900–2020 | Befolkningsutvecklingen i Boxholm 1900–2020 | Befolkningsutvecklingen i Boxholm 1900–2020 | Befolkningsutvecklingen i Boxholm 1900–2020 | Befolkningsutvecklingen i Boxholm 1900–2020 |
| ------------------------------------------- | ------------------------------------------- | ------------------------------------------- | ------------------------------------------- | ------------------------------------------- |
|                                             |                                             |                                             |                                             |                                             |
| År                                          |                                             |                                             | Folkmängd                                   | Areal (ha)                                  |
| 1900                                        | 1900                                        |                                             | 1 787                                       | †                                           |
| 1960                                        | 1960                                        |                                             | 3 261                                       |                                             |
| 1965                                        | 1965                                        |                                             | 3 999                                       |                                             |
| 1970                                        | 1970                                        |                                             | 4 223                                       |                                             |
| 1975                                        | 1975                                        |                                             | 3 964                                       |                                             |
| 1980                                        | 1980                                        |                                             | 3 836                                       |                                             |
| 1990                                        | 1990                                        |                                             | 3 543                                       | 439                                         |
| 1995                                        | 1995                                        |                                             | 3 459                                       | 439                                         |
| 2000                                        | 2000                                        |                                             | 3 190                                       | 441                                         |
| 2005                                        | 2005                                        |                                             | 3 182                                       | 441                                         |
| 2010                                        | 2010                                        |                                             | 3 194                                       | 439                                         |
| 2015                                        | 2015                                        |                                             | 3 269                                       | 451                                         |
| 2020                                        | 2020                                        |                                             | 3 328                                       | 446                                         |
| † Som köpingsliknande samhälle 1900.        |                                             |                                             |                                             |                                             |

### Bankväsende
Östgöta Enskilda Bank etablerade ett kontor i Boxholm år 1905.
Danske Bank/Östgöta Enskilda Bank lade ner kontoret i Boxholm år 2009. I januari 2020 stängde även Swedbank.

## Idrott
Boxholm har ett framgångsrikt dragkampslag som vid VM 2006 tog bronsmedalj i 600 kg-klassen.
Samma lag drog hem VM-Guld 2008 i Stenungsund i klassen 560.

## Sevärdheter
Boxholms bruksmuseum finns i Boxholms äldsta byggnad som var en kvarn från 1777. Kvar av den forna bruksmiljön finns brukskontoret (b. 1862), en av arbetarbostäderna Trasbyggena (b. 1863), brukshotellet (b. 1873), handelsbod (mittemot brukskontoret) (b. 1885) och en av smedsbostäderna som är daterad 1785. Kvar finns även disponentvillan Karlsberg (b. 1806) och den nygotiska kyrkan (se Boxholms kyrka), byggd av slaggsten 1895–1897 efter ritningar av Gustaf Petterson.
2013 gjorde SVT:s programserie Det hände här ett nedslag i Boxholm och namngav en bro vid bruket till Tord Riddares bro.
Något man inte kan missa när man kör igenom Boxholm är den stora Boxholms-osten.